# Zachary Bostrom
Zachary Bostrom (ur. 15 stycznia 1981 w Los Angeles) – amerykański aktor filmowy i telewizyjny. Laureat nagrody Young Artist Award 1992 za rolę Erniego Hendersona w sitcomie Harry i Hendersonowie (1991-1993). W familijnym komediodramacie telewizyjnym CBS A Very Brady Christmas (1988) wystąpił w roli Kevina Brady’ego. W 1999 wcielił się w postać Bretta w filmie familijnym Johnny Tsunami. Zaliczył też gościnne występy w różnych serialach, w tym Power Rangers Time Force.
Ma 178 cm wzrostu.